# Municipio de Denmark (Ohio)
El municipio de Denmark (en inglés: Denmark Township) es un municipio ubicado en el condado de Ashtabula en el estado estadounidense de Ohio. En el año 2010 tenía una población de 946 habitantes y una densidad poblacional de 14,99 personas por km².

## Geografía
El municipio de Denmark se encuentra ubicado en las coordenadas 41°44′41″N 80°40′32″O / 41.74472, -80.67556. Según la Oficina del Censo de los Estados Unidos, el municipio tiene una superficie total de 63.11 km², de la cual 63,07 km² corresponden a tierra firme y (0,06 %) 0,04 km² es agua.

## Demografía
Según el censo de 2010, había 946 personas residiendo en el municipio de Denmark. La densidad de población era de 14,99 hab./km². De los 946 habitantes, el municipio de Denmark estaba compuesto por el 93,87 % blancos, el 2,96 % eran afroamericanos, el 1,37 % eran asiáticos, el 0,11 % eran de otras razas y el 1,69 % eran de una mezcla de razas. Del total de la población el 0,53 % eran hispanos o latinos de cualquier raza.